# IBM PC AT
IBM PC AT是美国国际商用机器公司于1984年发布、1987年停產的个人电脑产品，正式名称是IBM 5170 PC AT。
“AT”是英文“先进技术”（Advanced Technology）的缩写，这是由于它引入了标准的16位ISA总线以及采用了当时最新的英特尔80286处理器。PC/AT是IBM公司自PC机发布后的第二代升级产品（也有認為是PC/XT的下一代產品）。尽管早期的产品存在着與磁盘存储部件相关的瑕疵，它最终还是迅速流行于商用及普通用户市场，成为了PC工业最持久的事实标准。至今，由于软件兼容性的原因，最新的PC系统都还支持PC/AT机的总线结构。